# L’Enfant Plaza
L'Enfant Plaza – stacja przesiadkowa metra waszyngtońskiego. Na stacji krzyżują się dwa tunele: pierwszy (starszy), którym kursują linie niebieska, pomarańczowa i srebrna oraz drugi (młodszy), którym kursują linie żółta i zielona. Ponadto istnieje możliwość przesiadki na dwie linie (Fredericksburg Line i Manassas Line) pociągów regionalnych VRE (Virginia Railway Express). Przystanek został otwarty 1 lipca 1977 roku na linii niebieskiej, 17 listopada 1978 roku na linii pomarańczowej, 30 kwietnia 1983 na linii żółtej, 28 grudnia 1991 na linii zielonej i 26 lipca 2014 roku na linii srebrnej.